# Letala kyrka

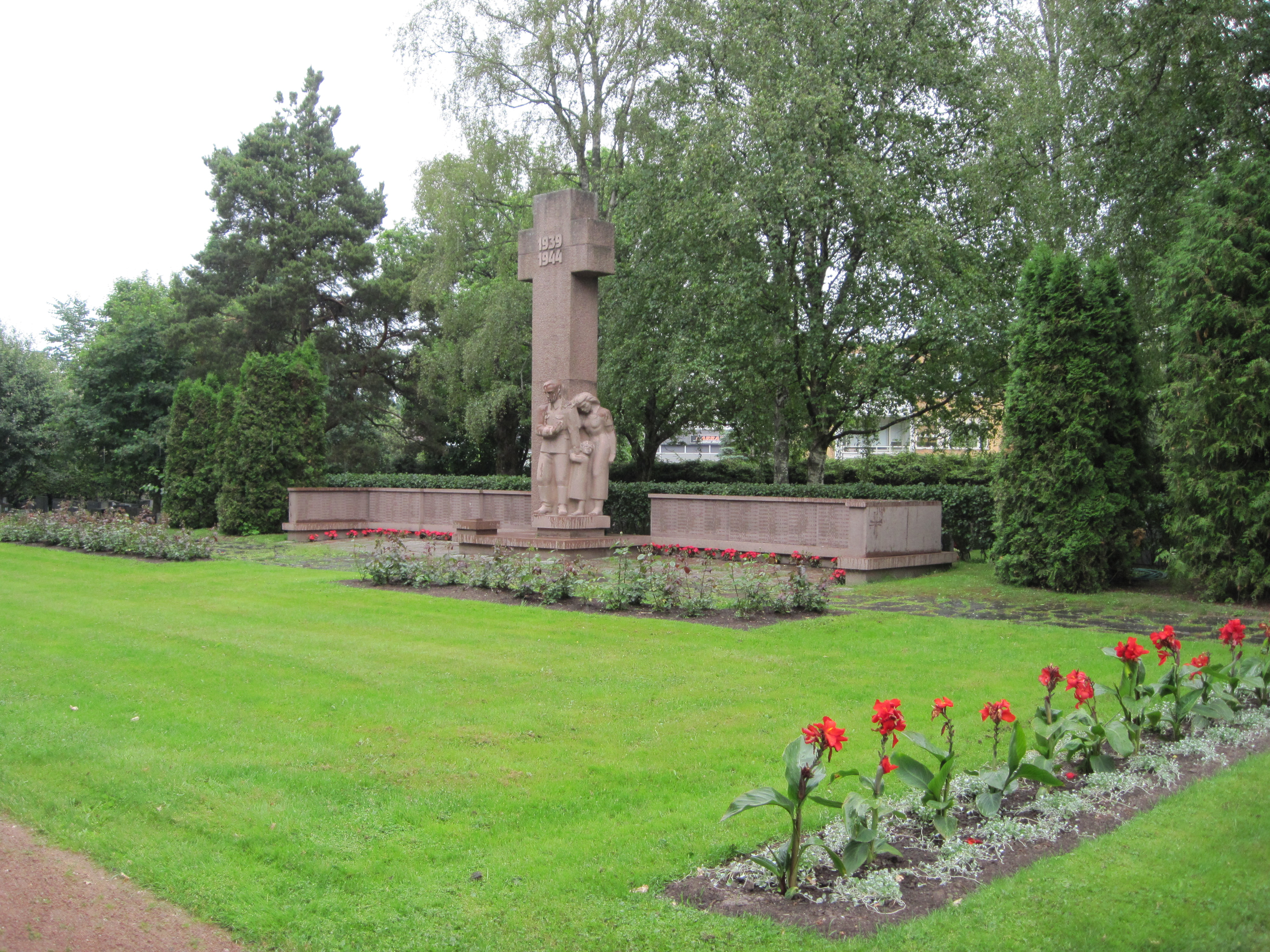
Hjältegravarna vid Letala kyrka

St. Mikaels kyrka i Letala är en medeltida gråstenskyrka i Letala, Finland. Stenkyrkan byggdes troligen kring år 1460-1483.
Kalkmålningarna utfördes 1483 under ledning av Peter Henriksson inom den så kallade Kalandskolan. Bland annat i kyrkans valv finns konstfullt målade vinrankor. Kyrkan har också ett krucifix från 1400-talet.
Kyrkan är en treskeppig hallkyrka. Valvet har fem travéer. Pelarna har tvärsnitt i form av ett kors. Den västra tegelgaveln påminner om Borgå domkyrka.
Hjältestatyn från 1951 är utförd av skulptören Jussi Vikainen.